# Макс Шмелинг
Макс Адолф Ото Зигфрийд Шмелинг е германски професионален боксьор в тежка категория.
Между 1930 и 1932 г. е световен шампион по бокс в категорията си. Смятан е за един от най-популярните спортисти на Германия.